# Upplands runinskrifter 652
Upplands runinskrifter 652 är en runsten som står i Kumla, Övergrans socken i Håbo kommun och Uppsala län, Uppland.

## Inskriften
Translitterering av runraden:
[k]u[ni]tr · let · (k)(e)ra · [m]erki · þesa · at ·· þial[f]- · su[n ·] sin · auk · [i]ftir · sik · sialfa ·· ar[b]iurn · iuk ·· stain · þinsa ·
Normalisering till runsvenska:
Gunnhildr let gærva mærki þessa at Þialf[a], sun sinn, ok æftiʀ sik sialfa. Arbiorn hiogg stæin þennsa.
Översättning till nusvenska:
Gunnhild lät göra dessa märken efter Tjälve, sin son, och efter sig själv. Arbjörn högg denna sten.

## Stenen
Stenen står nordost om gamla vägen Bålsta-Enköping, cirka 300 meter från avtagsvägen till Örsundsbro.
Den är en av de tre runstenar, som enligt "Rannsakningarna" funnits på "Kumbla Gärde". Stenen har sedermera, okänt när, blivit flyttad till sin nuvarande plats.
Materialet är ljusgrå, kvartsrik granit. Höjden över marken är 246 cm och bredden är 135 cm. Ytan är mycket hård och ojämn, svår att hugga på grund av de många kristallerna. Ristningen är grund och ganska otydlig och dess inristade linjer är därför mycket svåra att följa. 
Namnet Arbiorn förekommer även i två inskrifter från Skokloster, U 682 och U 688, i båda fallen som namn på den som ristat stenen. Ett annat belägg på namnet finnes i U 740. Arbiorn är en form av Arnbiorn, som är tämligen väl belagt på DR 353 och i medeltida urkunder.